# Bullet time
Bullet time (traduït de l'anglès, Temps bala o Efecte bala) és un concepte introduït recentment en el cinema i videojocs actuals. Consisteix en un extremat alentiment del temps per a permetre veure moviments o successos molt veloços (com el recorregut d'una bala). També és usat per a crear efectes dramàtics, com en la pel·lícula Matrix. L'Efecte bala està creat a partir d'una sèrie de càmeres col·locades cadascuna apuntant un plànol diferent i amb escàs espai entre elles. Són fotografiades amb molt poca diferència temporal (desenes de segon) i en ser reproduïdes a 24 fotogrames per segon s'aconsegueix la sensació.

## Història

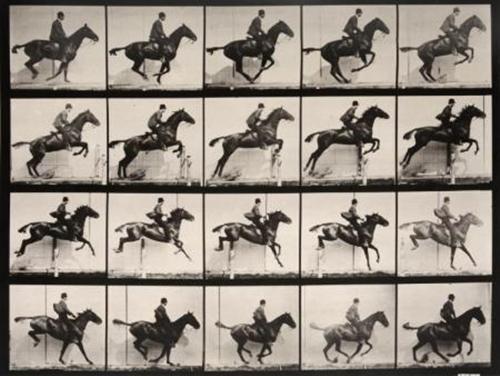
Seqüència fotogràfica de "Man Riding Jumping Horse"

El primer a utilitzar un grup de càmeres per tal de congelar el moviment fou Eadweard Muybridge, en ple segle xix, molt abans de la invenció del cinema. Muybridge va idear un mètode per capturar el moviment d'un cavall a galop utilitzant un seguit de càmeres en fila que s'accionessin quan l'animal, en córrer, trenqués una sèrie de fils connectats als obturadors.
Durant la dècada dels 40, un professor del Massachusetts Institute of Technology (MIT) anomenat Doc Edgerton va utilitzar llums estroboscòpics per congelar el moviment d'una bala, fet que pot ésser també considerat predecessor del bullet time.
Fins i tot abans de ser utilitzat en vídeo amb persones, el bullet time es va fer servir també en animació. Un exemple el trobem al final de l'opening de Speed Racing (1966) en la versió japonesa. El protagonista salta del cotxe i la càmera descriu un arc al voltant del personatge.
El primer cop que es va utilitzar el bullet time en un videoclip purament dit va ser l'any 1985. La cançó era Midnight Mover, del grup Accept. Aquest article, summament interessant, explica la història d'aquest controvertit videoclip.
El 1995, Michael Gondry, considerat per molts el pare del bullet time, va realitzar utilitzant aquesta tècnica (juntament amb la companyia d'efectes especials BUF Compagnie) el videoclip Like a Rolling Stone, versió dels Rolling Stones de la cançó de Bob Dylan. Dos anys més tard utilitza el bullet time per un anunci de Smirnoff.
Però fou l'any 1999 quan amb el film Matrix (1999) es va popularitzar el bullet time tal com el coneixem. De fet, el terme, que aleshores ja existia, va estar registrat com a marca als Estats Units per l'empresa Warner Bros. L'efecte bullet time de Matrix va ser ideat per John Gatea i Manex Visual Effects.
El bullet time a Matrix Reloaded (2003) i Matrix Revolutions (2003) va evolucionar respecte a Matrix gràcies a l'aparició d'imatges en alta definició generades per ordinador.
El bullet time i l'slow motion han esdevingut també un aspecte clau en la mecànica de molts videojocs.
El primer a experimentar amb la tècnica va ser Requiem: Avenging Angel (1999). Però va ser el 2001 quan Max Payne, de Remedy Entertainment, va introduir una mecànica slow-motion que permetia als jugadors veure a càmera lenta els recorreguts que seguien les bales. Tot i que el videojoc Max Payne es va començar a produir molt abans que Matrix, aquest va tenir una influència important pel que fa al bullet time.
Com a curiositat, l'efecte bala es va utilitzar per primer cop en un concert en directe l'octubre de 2009 amb motiu de l'enregistrament del live-DVD de Creed Live.

## Tècnica

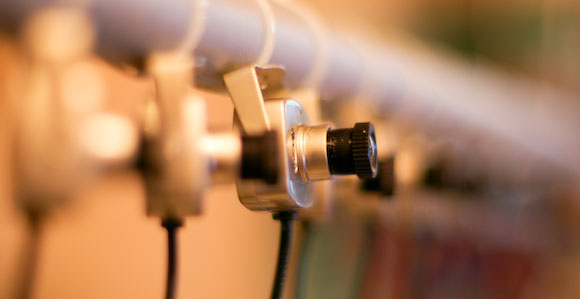
Una fila de càmeres petites configurades per filmar un efecte de "bullet time".

En un principi el bullet time era creat mitjançant una sèrie de càmeres fotogràfiques fixes col·locades sobre una barra de sujecció de manera que apuntessin al subjecte o objecte a fotografiar des de diferents situacions i sense gaire espai entre elles. Aquestes càmeres realitzaven múltiples fotografies i després aquestes imatges eren muntades com una successió de fotogrames en la qual s'intercalaven les imatges que havien capturat les successives càmeres. D'aquesta manera es feien diverses fotografies perquè posteriorment fossin muntades al software d'edició fotogràfica, intercalant les diferents preses a l'ús d'un time lapse. Després les imatges s'acceleraven a velocitats de 24 fotogrames per segon per aconseguir l'efecte d'alentiment adequat, amb l'efecte de la càmera es desplaça lateralment en diverses posicions mentre enfoca el mateix subjecte.
Més tard la tècnica va ser millorada i perfeccionada utilitzant càmeres de vídeo d'alta definició i la postproducció digital, encara que en essència la tècnica segueix sent la mateixa.
Aquesta tècnica és molt més fàcil d'utilitzar amb imatges que han estat totalment creades per ordinador, com als videojocs, pel·lícules d'animació en 3D. Per aconseguir efectes més espectaculars hi ha pel·lícules que mesclen les imatges capturades per les càmeres amb imatges creades completament per ordinador.
L'únic inconvenient per realitzar aquesta tècnica a nivell semi professional seria la necessitat imprescindible de la gran quantitat de càmeres fotogràfiques, ja que la sincronització no és un problema (perquè podria utilitzar-se un sincronitzador sense fils o un cable disparador sincronitzat).

## Muntatge
Els pasos finals d'una creació bullet time s'han de realitzar en l'ambit de la postproducció, en un estudi professional i especialitzat. Per una banda, Final Cut és utilitzat per simplement combinar els conjunts d'imatges en un mateix temps i es perfeccionen amb la interpolació.
Com s'aconsegueixen aquests conjunts de nombroses imatges en un temps concret? El programari utilitzat en la pràctica bullet time per a crear conjunts d'imatges és la interpolació. Aquest software determina la connexió de dos punts en l'espai. En teoria, això significa que un nombre infinit de frames poden formar part d'un únic conjunt d'imatges, i això ho aconseguim a partir de la interpolació: unim tots els frames que hem captat prèviament amb la fila de càmeres en successió. Per exemple, en una escena del film Matrix van ser necessaris uns 12.000 frames per segon.

## Aplicacions al cinema i videojocs
Una de les primeres aplicacions al cinema va ser amb Kill and Kill Again del 1981, però quan realment va començar a popularitzar-se va ser a partir de la pel·lícula Blade (1998) i la trilogia Matrix (1999).
Altre aplicacions del concepte en videoclips van ser a:
- Videoclip de Suede "The Wild Ones", 1994. Dir. Howard Greenhalgh.[5][6]
- Videoclip de The Rolling Stones "Like a Rolling Stone", 1995. Dir. Michel Gondry.[7]
- Videoclip de Sting "Let Your Soul Be Your Pilot", 1996. Dir. Emmanual Carlier.[8]
- Videoclip de Smoke City "Underwater Love", 1996. Dir. Tim MacMillan
- "Little Bitty" Alan Jackson, 1996.
- Videoclip de Korn "Freak On A Leash", 1998.

Dins del món dels videojocs van destacar entre d'altres:
- Max Payne (2001)
- Dead to Rights (2002)
- Enter the Matrix (2003)
- Max Payne 2: The Fall of Max Payne (2003)
- Viewtiful Joe (2004)
- Prince of Persia (2004)
- Metal Gear Solid: The Twin Snakes (2004)
- F.E.A.R (2005)
- Total Overdose (2005)
- GUN (2005)
- The Matrix Online (2005)
- Path of Neo (2005)
- 10.000 Bullets (2005)
- Doom 3: Resurrection of Evil (2005)
- Dead to Rights II (2005)
- Tomb Raider: Legend (2006)
- Call of Juarez (2006)
- Stranglehold (2007)
- Fallout 3 (2008)
- Red Dead Redemption (2010)
- Sniper: Ghost Warrior (2010)
- Dead to Rights: Retribution" (2010)
- Call of Duty: Black Ops (2010)
- Vanquish (2010)
- Max Payne 3 (2012)